# فطيرة ليبية
يزخر المطبخ الليبي بالكثير من أنواع الفطائر، ومن هذة الفطائر (الفطيرة الليبية)، وهي نوع من الوجبات الخفيفة والمنتشرة في كثير من دول العالم بمقادير تختلف أحيانا وتتشابة أحيانا أخرى.

## مقادير
1. لحم وطني
2. شحم
3. بصل (راسين)
4. طماطم (حبتين)
5. ملح
6. فلفل احمر أو اخضر (قرنين)
7. بهارات
8. خبزة قنان (خبزة ليبية ذات لون أبيض وشكل دائري بحجم الكف)

## طريقة التحضير
1. يفرم اللحم والشحم، البصل، فلفل، طماطم
2. يخلط الكل مع الملح والبهارات
3. تحشى الخلطة في قلب خبزة القنان وتوضع في الفرن على درجة حرارة متوسطة حتى تستوي ثم تقدم للاكل